# Allobates hodli
Espèce
Statut CITES
Allobates hodli est une espèce d'amphibiens de la famille des Aromobatidae.

## Répartition
Cette espèce est endémique du Brésil. Elle se rencontre dans le bassin du rio Madeira dans le Rondônia, l'Amazonas et l'Acre.

## Publication originale
- Simões, Lima & Farias, 2010 : The description of a cryptic species related to the pan-Amazonian frog Allobates femoralis (Boulenger 1883)(Anura:Aromobatidae). Zootaxa, no 240, p. 1-28.